# Maxine Seear
Maxine Seear (Durban, 18 december 1984), bijgenaamd Max of Maxi is een professioneel Australische triatlete en aquatlete.

## Biografie
Van oorsprong is Maxime zwemster, maar in 2001 introduceerde haar jongere broer James Seear, voormalig Australisch jeugdkampioen triatlon, haar in de triatlonsport. Sinds dat jaar bezit ze tevens de Australische nationaliteit.
Ze boekte snel progressie. In 2002 werd ze vijfde op het WK voor junioren. Een jaar later won ze op dezelfde wedstrijd een zilveren medaille. Met een tijd van 1:07.06 ging ze zeventien seconden later over de finish dan haar landgenote Felicity Abram. De topfavoriete Vanessa Fernandes uit Portugal, die dat jaar al winnares was van een wereldbekerwedstrijd tussen alle senioren behaalde een bronzen medaille. In 2004 nam ze deel aan de Olympische Spelen van 2004 in Athene. Hierbij moest ze voor de finish uitstappen.
In 2005 en 2006 deed ze geen wedstrijden in verband met een heupblessure. Ze is aangesloten bij de Queensland Academy of Sport.

## Titels
- Australisch kampioene triatlon op de sprintafstand: 2004

## Palmares

### triatlon
- 2002: 5e WK junioren in Cancún
- 2003:  WK junioren in Queenstown - 1:07.06
- 2004:  ITU wereldbekerwedstrijd in Ishigaki
- 2004:  ITU wereldbekerwedstrijd in Mazatlán
- 2004: DNF Olympische Spelen van Athene
- 2009: 26e ITU wereldbekerwedstrijd in Yokohama - 2:05.37

### aquatlon
- 2009:  WK in Gold Coast